# Campagne 2023-2025 de l'équipe de France féminine de football
Maillots
Chronologie
Saison précédente Saison suivante
La campagne 2023-2025 de l'équipe de France féminine de football fait suite à la Coupe du monde 2023. Durant cette période, la sélection française dispute, outre des matchs amicaux, la première édition de la Ligue des nations, des éliminatoires en vue de la qualification pour l'Euro 2025 ainsi que le tournoi olympique des Jeux de Paris 2024 dont elle est qualifiée d'office en tant que pays hôte.

## Historique

### Contexte
L'équipe de France sort de la Coupe du monde en Australie et en Nouvelle-Zélande en quart de finale pour la 3ème fois consécutive après avoir été éliminée par le pays hôte australien aux tirs au but après un match nul (0-0).
Elle prépare les Jeux olympiques qui se déroulent sur son sol notamment avec sa participation à la première Ligue des nations féminine.

## Statistiques

### Matchs de la campagne 2023-2025
Le tableau suivant liste les rencontres de l'équipe de France depuis la fin de la Coupe du monde 2023.
| No | Date              | Ville, stade                           | Adversaire           | Score             | Comp.    | Buteuse(s) pour la France                                          | Buteuse(s) pour l'adversaire                           | Affluence |
| -- | ----------------- | -------------------------------------- | -------------------- | ----------------- | -------- | ------------------------------------------------------------------ | ------------------------------------------------------ | --------- |
| 1  | 22 septembre 2023 | Valenciennes, Stade du Hainaut         | Portugal             | 2 - 0             | LdN      | Geyoro 27e, Bacha 89e                                              | -                                                      | 18 379    |
| 2  | 26 septembre 2023 | Vienne, Stade Franz-Horr               | Autriche             | 0 - 1             | LdN      | Renard 5e                                                          | -                                                      | 10 050    |
| 3  | 27 octobre 2023   | Oslo, Ullevaal Stadion                 | Norvège              | 1 - 2             | LdN      | Mjelde 23e (csc), Renard 69e                                       | Bratberg Lund 60e                                      | 9 062     |
| 4  | 31 octobre 2023   | Reims, Stade Auguste-Delaune           | Norvège              | 0 - 0             | LdN      | -                                                                  | -                                                      | 13 000    |
| 5  | 1er décembre 2023 | Rennes, Roazhon Park                   | Autriche             | 3 - 0             | LdN      | Henry 5e, Le Sommer 57e, Katoto 84e                                | -                                                      | 26 453    |
| 6  | 5 décembre 2023   | Leiria, Stade municipal                | Portugal             | 0 - 1             | LdN      | Geyoro 90+4e                                                       | -                                                      | 5 337     |
| 7  | 23 février 2024   | Décines-Charpieu, Groupama Stadium     | Allemagne            | 2 - 1             | P.F. LdN | Diani 41e, Karchaoui 45+4e (pen.)                                  | Gwinn 82e (pen.)                                       | 30 267    |
| 8  | 28 février 2024   | Séville, Stade la Cartuja              | Espagne              | 2 - 0             | P.F. LdN | -                                                                  | Bonmatí 32e, Caldentey 53e                             | 32 657    |
| 9  | 5 avril 2024      | Metz, Stade Saint-Symphorien           | République d'Irlande | 1 - 0             | É.       | Katoto 6e                                                          | -                                                      | 16 772    |
| 10 | 9 avril 2024      | Göteborg, Gamla Ullevi                 | Suède                | 0 - 1             | É.       | Renard 81e                                                         | -                                                      | 11 278    |
| 11 | 31 mai 2024       | Newcastle, St James' Park              | Angleterre           | 1 - 2             | É.       | De Almeida 41e, Katoto 68e                                         | Mead 30e                                               | 42 561    |
| 12 | 4 juin 2024       | Saint-Étienne, Stade Geoffroy-Guichard | Angleterre           | 1 - 2             | É.       | Diani 72e (pen.)                                                   | Stanway 21e, Russo 34e                                 | 10 194    |
| 13 | 12 juillet 2024   | Dijon, Stade Gaston-Gérard             | Suède                | 2 - 1             | É.       | Karchaoui 32e, Katoto 74e                                          | Rybrink 49e                                            | 12 317    |
| 14 | 16 juillet 2024   | Cork, Páirc Uí Chaoimh                 | République d'Irlande | 3 - 1             | É.       | Becho 79e                                                          | O'Sullivan 67e, Russell 76e, Patten 90e                | 18 399    |
| 15 | 25 juillet 2024   | Décines-Charpieu, Stade de Lyon        | Colombie             | 3 - 2             | JO       | Katoto 6e 42e, Dali 18e                                            | Usme 54e (pen.), Paví 64e                              | 29 208    |
| 16 | 28 juillet 2024   | Saint-Étienne, Stade Geoffroy-Guichard | Canada               | 1 - 2             | JO       | Katoto 42e                                                         | Fleming 58e, Gilles 90+12e                             | 17 550    |
| 17 | 31 juillet 2024   | Décines-Charpieu, Stade de Lyon        | Nouvelle-Zélande     | 1 - 2             | JO       | Katoto 22e 49e                                                     | Taylor 42e                                             | 21 946    |
| 18 | 3 août 2024       | Nantes, Stade de la Beaujoire          | Brésil               | 0 - 1             | JO       | -                                                                  | Portilho 82e                                           | 32 280    |
| 19 | 25 octobre 2024   | Sochaux, Stade Bonal                   | Jamaïque             | 3 - 0             | A.       | Matéo 22e, Renard 39e, Baltimore 48e                               | -                                                      | 11 251    |
| 20 | 29 octobre 2024   | Genève, Stade de Genève                | Suisse               | 2 - 1             | A.       | Gago 34e                                                           | Bachmann 25e (pen.), Luyet 54e                         | 10 000    |
| 21 | 30 novembre 2024  | Angers, Stade Raymond-Kopa             | Nigeria              | 2 - 1             | A.       | Le Sommer 29e, Majri 37e                                           | Onumonu 45+3e                                          | 5 330     |
| 22 | 3 décembre 2024   | Nice, Allianz Riviera                  | Espagne              | 2 - 4             | A.       | Méndez 37e (csc), Diani 71e                                        | Bonmatí 6e, Pina 23e, García 60e, Caldentey 81e (pen.) | 6 233     |
| 23 | 21 février 2025   | Toulouse, Stadium de Toulouse          | Norvège              | 1 - 0             | LdN      | Katoto 73e                                                         | -                                                      | 15 023    |
| 24 | 25 février 2025   | Le Mans, Stade Marie-Marvingt          | Islande              | 3 - 2             | LdN      | Diani 23e, Katoto 28e, Baltimore 28e                               | Vilhjálmsdóttir 37e, Sigurðardóttir 68e                | 8 752     |
| 25 | 4 avril 2025      | Saint-Gall, Kybunpark                  | Suisse               | 0 - 2             | LdN      | Baltimore 15e, Bacha 43e                                           | -                                                      | 11 011    |
| 26 | 8 avril 2025      | Oslo, Ullevaal Stadion                 | Norvège              | 0 - 2             | LdN      | Baltimore 76e, Matéo 85e                                           | -                                                      | -         |
| 27 | 30 mai 2025       | Nancy, Stade Marcel-Picot              | Suisse               | 4 - 0             | LdN      | Matéo 11e, De Almeida 16e, Baltimore 19e, Geyoro 56e               | -                                                      | 12 359    |
| 28 | 3 juin 2025       | Reykjavik, Laugardalsvöllur            | Islande              | 0 - 2             | LdN      | Baltimore 74e, Geyoro 85e                                          | -                                                      | -         |
| 29 | 20 juin 2025      | Valenciennes, Stade du Hainaut         | Belgique             | 5 - 0             | A.       | Gago 17e, Malard 42e 78e 85e, Karchaoui 60e                        | -                                                      | 13 882    |
| 30 | 27 juin 2025      | Grenoble, Stade des Alpes              | Brésil               | 3 - 2             | A.       | Geyoro 45e 56e, Katoto 76e                                         | Luany 7e, Kerolin 12e                                  | 13 100    |
| 31 | 5 juillet 2025    | Zurich, Stade du Letzigrund            | Angleterre           | 2 - 1             | C.E.     | Katoto 36e, Baltimore 39e                                          | Walsh 87e                                              | 22 542    |
| 32 | 9 juillet 2025    | Saint-Gall, Kybunpark                  | Pays de Galles       | 4 - 1             | C.E.     | Matéo 8e, Diani 45+1e (pen.), Majri 53e, Geyoro 63e                | Fishlock 14e                                           | 15 886    |
| 33 | 13 juillet 2025   | Bâle, Parc Saint-Jacques               | Pays-Bas             | 2 - 5             | C.E.     | Toletti 22e, Katoto 61e, Cascarino 64e 67e, Karchaoui 90+2e (pen.) | Pelova 26e, Bacha 26e (csc)                            | 34 133    |
| 34 | 19 juillet 2025   | Bâle, Parc Saint-Jacques               | Allemagne            | 1 - 1 (5 - 6 tab) | C.E.     | Geyoro 14e (pen.)                                                  | Nüsken 25e                                             | 34 128    |

| Score : - Match gagné - Match nul - Match perdu |
| Compétition : - A. = Match amical - LdN = Ligue A de la Ligue des nations féminine de l'UEFA 2023-2024 puis 2025 - P.F. LdN = Ligue des nations féminine de l'UEFA 2023-2024, phase finale - É. = Éliminatoires du Championnat d'Europe 2025, groupe A3 - JO = Jeux olympiques d'été de 2024 - C.E. = Championnat d'Europe féminin de football 2025 |

### Buteuses
14 buts               
- Marie-Antoinette Katoto ( Autriche,  République d'Irlande,  Angleterre,  Suède,  Colombie x2,  Canada,  Nouvelle-Zélande x2,  Norvège,  Islande,  Brésil,  Angleterre,  Pays-Bas)

8 buts         
- Grace Geyoro ( Portugal,  Portugal,  Suisse,  Islande,  Brésil x2,  Pays de Galles,  Allemagne)

7 buts        
- Sandy Baltimore ( Jamaïque,  Islande,  Suisse,  Norvège,  Suisse,  Islande,  Angleterre)

5 buts      
- Kadidiatou Diani ( Allemagne,  Angleterre,  Espagne,  Islande,  Pays de Galles)

4 buts     
- Wendie Renard ( Autriche,  Norvège,  Suède,  Jamaïque)
- Clara Matéo ( Jamaïque,  Norvège,  Suisse,  Pays de Galles)

3 buts    
- Melvine Malard ( Belgique x3)
- Sakina Karchaoui ( Allemagne,  Suède,  Belgique,  Pays-Bas)

2 buts   
- Eugénie Le Sommer ( Autriche,  Nigeria)
- Selma Bacha ( Portugal,  Suisse)
- Elisa De Almeida ( Angleterre,  Suisse)
- Kelly Gago ( Suisse,  Belgique)
- Amel Majri ( Nigeria,  Pays de Galles)
- Delphine Cascarino ( Pays-Bas x2)

1 but  
- Amandine Henry ( Autriche)
- Vicky Becho ( République d'Irlande)
- Kenza Dali ( Colombie)
- Sandie Toletti ( Pays-Bas)

Contre son camp  (csc)
- Maren Mjelde
- María Méndez

### Passeuses
7 passes 
- Selma Bacha
  -  Autriche : à Wendie Renard
  -  Norvège : à Wendie Renard
  -  Autriche : à Amandine Henry et Marie-Antoinette Katoto
  -  Norvège : à Clara Matéo
  -  Suisse : à Elisa De Almeida
  -  Belgique : à Kelly Gago

6 passes 
- Delphine Cascarino
  -  République d'Irlande : à Vicky Becho
  -  Jamaïque : à Sandy Baltimore
  -  Suisse : à Sandy Baltimore
  -  Brésil : à Marie-Antoinette Katoto
  -  Angleterre : à Marie-Antoinette Katoto
  -  Pays-Bas : à Marie-Antoinette Katoto

5 passes 
- Kadidiatou Diani
  -  Angleterre : à Marie-Antoinette Katoto
  -  Colombie : à Marie-Antoinette Katoto
  -  Suisse : à Sandy Baltimore
  -  Belgique : à Melvine Malard
  -  Pays de Galles : à Grace Geyoro

3 passes 
- Clara Matéo
  -  Suisse : à Grace Geyoro
  -  Belgique : à Melvine Malard
  -  Pays de Galles : à Amel Majri

- Sakina Karchaoui
  -  Nouvelle-Zélande : à Marie-Antoinette Katoto
  -  Islande : à Marie-Antoinette Katoto
  -  Pays-Bas : à Delphine Cascarino

2 passes 
- Marie-Antoinette Katoto
  -  Suède : à Wendie Renard
  -  Pays-Bas : à Sandie Toletti

1 passe 
- Eugénie Le Sommer
  -  Portugal : à Grace Geyoro

- Julie Dufour
  -  Norvège : à Maren Mjelde  (csc)

- Elisa De Almeida
  -  Autriche : à Eugénie Le Sommer

- Melvine Malard
  -  Portugal : à Grace Geyoro

- Maëlle Lakrar
  -  République d'Irlande : à Marie-Antoinette Katoto

- Wendie Renard
  -  Suède : à Marie-Antoinette Katoto

- Sandy Baltimore
  -  Nouvelle-Zélande : à Marie-Antoinette Katoto

- Kenza Dali
  -  Jamaïque : à Wendie Renard

- Eugénie Le Sommer
  -  Nigeria : à Marie-Antoinette Katoto

- Grace Geyoro
  -  Norvège : à Sandy Baltimore

- Kelly Gago
  -  Islande : à Grace Geyoro

- Griedge Mbock
  -  Belgique : à Melvine Malard

- Melvine Malard
  -  Belgique : à Sakina Karchaoui

## Audiences
| Diffusion                  | Diffusion | Match                | Match         | Match                | Compétition                                                  | Diffuseur | Audience moyenne | Audience moyenne | Réf.   |
| Jour                       | Heure     | Match                | Match         | Match                | Compétition                                                  | Diffuseur | Téléspectateurs  | PDA              | Réf.   |
| -------------------------- | --------- | -------------------- | ------------- | -------------------- | ------------------------------------------------------------ | --------- | ---------------- | ---------------- | ------ |
| Vendredi 22 septembre 2023 | 21:10     | France               | 2-0           | Portugal             | Ligue A de la Ligue des nations féminine de l'UEFA 2023-2024 | France 3  | 1 566 000        | 8,9 %            | [ 1 ]  |
| Mardi 26 septembre 2023    | 18:30     | Autriche             | 0-1           | France               | Ligue A de la Ligue des nations féminine de l'UEFA 2023-2024 | France 4  | ?                | ?                |        |
| Vendredi 27 octobre 2023   | 19:00     | Norvège              | 1-2           | France               | Ligue A de la Ligue des nations féminine de l'UEFA 2023-2024 | France 4  | ?                | ?                |        |
| Mardi 31 octobre 2023      | 21:00     | France               | 0-0           | Norvège              | Ligue A de la Ligue des nations féminine de l'UEFA 2023-2024 | W9        | 1 166 000        | 6 %              | [ 2 ]  |
| Vendredi 1er décembre 2023 | 21:10     | France               | 3-0           | Autriche             | Ligue A de la Ligue des nations féminine de l'UEFA 2023-2024 | France 3  | 1 521 000        | 8,2 %            | [ 3 ]  |
| Mardi 5 décembre 2023      | 19:15     | Portugal             | 0-1           | France               | Ligue A de la Ligue des nations féminine de l'UEFA 2023-2024 | France 4  | ?                | ?                |        |
| Vendredi 23 février 2024   | 21:00     | France               | 2-1           | Allemagne            | Phase finale de la Ligue des nations féminine 2023-2024      | France 3  | 1 859 000        | 9,8 %            | [ 4 ]  |
| Mercredi 28 février 2024   | 19:00     | Espagne              | 2-0           | France               | Phase finale de la Ligue des nations féminine 2023-2024      | W9        | 1 394 000        | 7,3 %            | [ 5 ]  |
| Vendredi 5 avril 2024      | 21:10     | France               | 1-0           | République d'Irlande | Qualification Euro 2025                                      | France 3  | 1 223 000        | 7 %              | [ 6 ]  |
| Mardi 9 avril 2024         | 19:00     | Suède                | 0-1           | France               | Qualification Euro 2025                                      | W9        | ?                | ?                |        |
| Vendredi 31 mai 2024       | 21:00     | Angleterre           | 1-2           | France               | Qualification Euro 2025                                      | France 3  | 1 347 000        | 7,5 %            | [ 7 ]  |
| Mardi 4 juin 2024          | 21:00     | France               | 1-2           | Angleterre           | Qualification Euro 2025                                      | W9        | 997 000          | 5,3 %            | [ 8 ]  |
| Vendredi 12 juillet 2024   | 21:10     | France               | 2-1           | Suède                | Qualification Euro 2025                                      | France 3  | 1 404 000        | 8,4 %            | [ 9 ]  |
| Mardi 16 juillet 2024      | 19:00     | République d'Irlande | 3-1           | France               | Qualification Euro 2025                                      | W9        | ?                | ?                |        |
| Jeudi 25 juillet 2024      | 21:00     | France               | 3-2           | Colombie             | Jeux Olympiques Paris 2024                                   | France 2  | 3 395 000        | 20,3 %           | [ 10 ] |
| Vendredi 25 octobre 2024   | 21:10     | France               | 3-0           | Jamaïque             | Amical                                                       | France 4  | ?                | ?                |        |
| Mardi 29 octobre 2024      | 21:00     | Suisse               | 2-1           | France               | Amical                                                       | W9        | 744 000          | 4 %              | [ 11 ] |
| Samedi 30 novembre 2024    | 21:10     | France               | 2-1           | Nigeria              | Amical                                                       | W9        | 479 000          | 3 %              | [ 12 ] |
| Mardi 3 décembre 2024      | 21:00     | France               | 2-4           | Espagne              | Amical                                                       | France 4  | ?                | ?                |        |
| Vendredi 21 février 2025   | 21:10     | France               | 1-0           | Norvège              | Ligue A de la Ligue des nations féminine de l'UEFA 2025      | France 3  | 1 203 000        | 7,1 %            | [ 13 ] |
| Mardi 25 février 2025      | 21:10     | France               | 3-2           | Islande              | Ligue A de la Ligue des nations féminine de l'UEFA 2025      | W9        | 920 000          | 5,2 %            | [ 14 ] |
| Vendredi 4 avril 2025      | 20:00     | Suisse               | 0-2           | France               | Ligue A de la Ligue des nations féminine de l'UEFA 2025      | France 4  | ?                | ?                |        |
| Mardi 8 avril 2025         | 19:00     | Norvège              | 0-2           | France               | Ligue A de la Ligue des nations féminine de l'UEFA 2025      | 6ter      | ?                | ?                |        |
| Vendredi 30 mai 2025       | 21:10     | France               | 4-0           | Suisse               | Ligue A de la Ligue des nations féminine de l'UEFA 2025      | France 3  | 1 205 000        | 7,9 %            | [ 15 ] |
| Mardi 3 juin 2025          | 20:00     | Islande              | 0-2           | France               | Ligue A de la Ligue des nations féminine de l'UEFA 2025      | 6ter      | ?                | ?                |        |
| Vendredi 20 juin 2025      | 21:10     | France               | 5-0           | Belgique             | Amical                                                       | France 4  | ?                | ?                |        |
| Vendredi 27 juin 2025      | 21:10     | France               | 3-2           | Brésil               | Amical                                                       | France 3  | 1 112 000        | 8,1 %            | [ 16 ] |
| Samedi 5 juillet 2025      | 21:00     | France               | 2-1           | Angleterre           | Euro féminin 2025 (Groupe D)                                 | TF1       | 2 809 000        | 20,9 %           | [ 17 ] |
| Mercredi 9 juillet 2025    | 21:00     | France               | 4-1           | Pays de Galles       | Euro féminin 2025 (Groupe D)                                 | France 2  | 2 886 000        | 18,3 %           | [ 18 ] |
| Dimanche 13 juillet 2025   | 21:00     | Pays-Bas             | 2-5           | France               | Euro féminin 2025 (Groupe D)                                 | France 2  | 2 277 000        | 13,8 %           | [ 19 ] |
| Samedi 19 juillet 2025     | 21:00     | France               | 1-1 (5-6 tab) | Allemagne            | Euro féminin 2025 (Quart de finale)                          | TF1       | 4 939 000        | 34,3 %           | [ 20 ] |